# Anomalaphis
Anomalaphis  (лат.) — род тлей из подсемейства Greenideinae (Cervaphidini). Австралия. 2 вида.

## Описание
Мелкие насекомые различной окраски, от зеленоватого до коричневого, длина 1,2—1,7 мм.
Усики крылатых и бескрылых форм 5-члениковые. Ассоциированы с двудольными растениями Myrtaceae (Agonis, Leptospermum).
- Amphicercidus casimiri Carver, 1971[2]
- Amphicercidus comperei Pergande, 1920[3]